# Massacre Musical
Massacre Musical ist das Debütalbum von De La Ghetto. Es erschien am 3. Oktober 2008 über das Musiklabel Interscope Records und wird von Sony Music Entertainment vertrieben. Das Album enthält 17 Stücke und fünf Gastbeiträge von unter anderem Juelz Santana und Teddy Riley. Exklusiv Producer ist DJ Blass. Darüber hinaus waren vierzehn weitere Produzenten am Album beteiligt.

## Entstehung
Massacre Musical ist nach zwei Alben mit Arcángel und diversen Mixtapes das erste Soloalbum von De La Ghetto. Die Produktion begann 2006, nachdem aber mehrere Songs im Internet auftauchten, wurden viele Songs auf Mixtapes veröffentlicht, darunter zum Beispiel No Mercy und Pa’Tras. 2007 begannen die Aufnahmen erneut.
Auf der LP sind mehrere US-Musiker zu hören, wie Juelz Santana im Lied Lover und Teddy Riley in Serial Lover, Unterstützung aus der Reggaetonwelt bekam De La Ghetto von Randy, der Mitglied des Duos Jowell y Randy ist, und Guelo Star im Song Asi Es.
Das Album wurde hauptsächlich von DJ Blass und Alex Kyza produziert. Im Song Es Dificil, der House-Elemente enthält, wirke David Guetta mit und beim Stück Momento Que Te Vi der Produzent Timbaland.

## Musikstil
De La Ghetto sagt selbst über sein Album, dass es ein Album für Latino sei, aber mit dem Stil der US-Szene. Auf dem Longplayer sind überwiegend Reggaeton-Songs zu finden, aber es gibt auch R&B-Songs wie Serial Lover und Shake That Thing sowie eine Balade (Solo Y Vacio) und mit Amor En La Jipeta ein Bachata-Song.
Discogs verortet es als Latino- beziehungsweise Hip-Hop-Album und gibt Reggaeton als Stilrichtung an.

## Titelliste
| #  | Titel              | Gastbeiträge  | Produzent(en)                         | Dauer |
| -- | ------------------ | ------------- | ------------------------------------- | ----- |
| 1  | Intro (Gangsta)    |               | DJ Blass                              | 6:49  |
| 2  | Tu Te Imaginas     |               | Alex Kyza                             | 2:37  |
| 3  | No Me Digas Que No |               | DJ Giann, DJ Blass                    | 3:04  |
| 4  | Momento Que Te Vi  |               | DJ Blass, Timbaland, G Star           | 4:25  |
| 5  | Lover              | Juelz Santana | Alex Kyza, Teddy Riley                | 3:20  |
| 6  | Come Out & See     | Mavado        | DJ Blass, Alex Kyza, René Songz       | 3:55  |
| 7  | Se Te Nota         |               | Mr. Greenz, Dexter, DJ Giann          | 4:10  |
| 8  | Shake That Thing   |               | Scott Storch, Alex Kyza               | 3:42  |
| 9  | Es Dificil         |               | David Guetta, DJ Blass                | 4:43  |
| 10 | Booty              | Randy         | DJ Blass, DJ Giann                    | 4:18  |
| 11 | Asi Es             | Guelo Star    | Alex Kyza, DJ Blass                   | 4:01  |
| 12 | Amor En La Jipeta  |               | Marioso, J Trax                       | 3:37  |
| 13 | Perdicion          |               | DJ Blass, Alex Kyza                   | 3:44  |
| 14 | Serial Lover       | Teddy Riley   | Teddy Riley, Alex Kyza                | 3:43  |
| 15 | Como El Viento     |               | Alex Kyza                             | 3:25  |
| 16 | Chica Mala         |               | DJ Blass, DJ Gian, Dexter, Mr. Greenz | 3:57  |
| 17 | Solo Y Vacio       |               | Alex Kyza                             | 5:01  |

## Singles
Es wurden vier Singles aus dem Album veröffentlicht. Die erste Single war Es Dificil, der House-Track der von DJ Blass und David Guetta produziert wurde. Es Difcil wurde in New York City gedreht und am 18. November 2007 veröffentlicht, der House-Song erreichte Platz 43 der Hot Latin Tracks.
Tu Te Imaginas, der R&B-Track, wurde von Alex Kyza produziert. Tu Te Imaginas wurde in Santo Domingo gedreht. Der am 7. März 2008 veröffentlichte R&B-Song erreichte Platz 32 der Hot Latin Tracks.
Der Dancehall-Song Come Out & See mit Mavado wurde in Kingston, Jamaika, gedreht. Come Out & See wurde am 23. April 2008 veröffentlicht und erreichte Platz 56 der Hot Latin Tracks.
Der Song Lover, bei dem Juelz Santana mitwirke, wurde in Los Angeles gedreht. Am 29. August 2008 wurde Lover veröffentlicht und erreichte Platz 14 der Hot Latin Tracks.